# Un magico Natale
Un magico Natale (One Magic Christmas) è un film del 1985 diretto da Phillip Borsos.

## Trama
La famiglia Grainger sta affrontando un periodo difficile: Jack ha perso il lavoro e, con il Natale alle porte, i soldi scarseggiano. Ginny, la madre, lavora in un supermercato e cerca di risparmiare su tutto, inclusi i regali per i figli Abbie e Cal. Come se non bastasse, la famiglia dovrà lasciare la propria casa entro la fine dell'anno, poiché appartiene all'ex datore di lavoro di Jack. Per Ginny, il Natale è ormai solo una fonte di stress e preoccupazione. Quando Jack si reca in banca per prelevare qualche risparmio e comprare dei doni modesti, accade una tragedia: un uomo disperato, rimasto senza lavoro, tenta una rapina e lo uccide. Nel caos, il rapinatore fugge con l’auto di Jack, senza accorgersi che a bordo ci sono anche Abbie e Cal. La corsa finisce in tragedia quando l'auto precipita da un ponte.
L’arcangelo Gideon, che veglia sulla comunità, non può restare indifferente e interviene per cambiare il corso degli eventi. Sebbene i bambini tornino in vita, Abbie è inconsolabile per la perdita del padre e cerca disperatamente un modo per riportarlo indietro. Gideon decide allora di condurla in un viaggio straordinario fino al Polo Nord, dove la bambina incontra Babbo Natale.
Abbie implora Babbo Natale di aiutarla ma lui le spiega che l’unica persona in grado di compiere un vero miracolo è sua madre Ginny, se solo riuscisse a ritrovare lo spirito natalizio. Prima di lasciarla andare, le dona un oggetto speciale legato al passato di Ginny, un simbolo di speranza che potrebbe cambiare ogni cosa.

## Distribuzione
Il film è stato distribuito al cinema negli Stati Uniti il 22 novembre 1985 dalla Buena Vista Distribution, mentre in Italia è stato distribuito direttamente in videocassetta nel novembre 1987 dalla Walt Disney Home Video.